# Edgar Angeli
Edgar Angeli (11. svibnja 1892. – 17. lipnja 1945.) je bio kontraadmiral Mornarice NDH, navodno židovskog podrijetla.

## Životopis
Angeli je rođen u Karlovcu. Pohađao je austro-ugarsku Pomorsku akademiju. Kao mornarički časnik sudjelovao je u Prvom svjetskom ratu, služeći u floti stacioniranoj u Rijeci. 1919. dodijeljen je Mornarici Kraljevine SHS u činu poručnika korvete. Kasnije je dosegao čin kapetana bojnog broda zapovijedajući riječnom flotom. Svjedočio je kapitulaciji oružanih snaga Kraljevine Jugoslavije. Zbog veza s časnicima koji su bili povezani s ustaškim pokretom i Slavkom Kvaternikom, postao je časnik novoosnovane Mornarice NDH, služeći kao dozapovjednik mornarice od 23. travnja 1941. do 14. travnja 1943. u činu komodora. Zbog toga ga je jugoslavenska vlada u izbjeglištvu proglasila izdajnikom i lišila predratnog čina. 
U Hrvatskoj mornarici nastavio je zapovijedanje riječnom flotom, a zapovijedao je i obalnim lučkim jedinicama. Sudjelovao je u osnivanju i ustroju Hrvatske pomorske legije koja je služila u sastavu Kriegsmarine na Crnom i Azovskom moru. Zbog svojih zasluga i ratnog djelovanja 13. lipnja 1942. poglavnik Ante Pavelić ga je odlikovao Redom krune kralja Zvonimira trećeg razreda. 14. travnja 1943. promaknut je u čin doadmirala te je postao zapovjednik Hrvatske mornarice. 21. travnja 1944. zatražio je dopuštenje za umirovljenje zbog uznapredovale bolesti. 
U svibnju 1945. zarobili su ga Britanci kod Bleiburga. Izručen je partizanima i zatvoren u Zagrebu, gdje je i ubijen, 17. lipnja 1945., a kao motiv se navodi i žestok otpor koji su hrvatski legionari s Crnog mora pružali u Trstu i prilikom povlačenja u Anconu.[nedostaje izvor]